# Sompting
Sompting – wieś w Anglii, w hrabstwie West Sussex, w dystrykcie Adur. Leży 31 km na wschód od miasta Chichester i 77 km na południe od Londynu. W 2001 miejscowość liczyła 8514 mieszkańców.